# Claude Crépeau
Pour les articles homonymes, voir Crépeau.
Claude Crépeau est un informaticien canadien né à Montréal au Québec (Canada), en 1962. 

## Biographie
Il obtient une maitrise de l'Université de Montréal en 1986 et son doctorat en informatique du MIT en 1990, en travaillant dans la cryptographie avec la Professeur Silvio Micali, et Gilles Brassard. Il fait deux ans d'étude à l'Université d'Orsay, et est chercheur du CNRS à l'École normale supérieure de 1992 à 1995. Il est nommé professeur associé à l'Université de Montréal en 1995, et est membre de la faculté de l'Université McGill depuis 1998. Il est membre du programme de l'Institut canadien de recherches avancées sur l'informatique quantique.
Il est connu pour son travail sur les preuves à divulgation nulle de connaissance, la cryptographie quantique et la téléportation quantique.
En 1993, en collaboration avec Charles H. Bennett, Gilles Brassard, Richard Jozsa, Asher Peres, et William Wootters, il invente la téléportation quantique, un concept vérifié de façon expérimentale.
Il a un nombre d'Erdős de 2, ayant coécrit un document avec Carl Pomerance.

## Publications
- C. H. Bennett, G. Brassard, C. Crépeau, R. Jozsa, A. Peres, & W. K. Wootters, Teleporting an unknown quantum state via dual classical and Einstein-Podolsky-Rosen channels, Phys. Rev. Lett. 70 1895-1899 (1993) (document en ligne)